# Up in the Air (chanson)
Ne doit pas être confondu avec Up in the Air (film).
Singles de Thirty Seconds to Mars
Hurricane
(2011) Do or Die
(2013)
Pistes de Love, Lust, Faith and Dreams
Conquistador City of Angels
Up in the Air est le 11e single du groupe américain de rock Thirty Seconds to Mars et le premier de l'album Love, Lust, Faith and Dreams. Sorti le 19 mars 2013 aux États-Unis et le 20 en France par Universal et Virgin Records, la chanson est envoyée dans l'espace par la NASA le 1er mars depuis la base de lancement de Cap Canaveral afin rejoindre la Station spatiale internationale, où elle a été accueillie par l'astronaute Thomas Marshburn.